# Reserva ecológica El Ángel
La reserva ecológica El Ángel (REEA) es un área natural protegida localizada en el norte de Ecuador, provincia de Carchi, en las parroquias La Libertad y El Ángel del cantón Espejo. Posee una extensión de 16 541 ha, abarcando altitudes que van desde los 3400 hasta los 4200 m s. n. m., con suelos que retienen una gran cantidad de agua, por lo que es considerada como una verdadera «esponja» que abastece del líquido vital a toda la provincia del Carchi.
Fue declarada reserva nacional de conservación ecológica desde el año 1986. La reserva ecológica fue establecida en 1992 e incluida dentro de las cincuenta y seis áreas sobresalientes del Sistema Ecuatoriano de Áreas Protegidas, para conservar principalmente páramos de frailejón. Comprende la mayor parte de la cordillera occidental en la provincia de Carchi, y colinda hacia el oeste con el área conformada por la reserva étnica Awá. Fue declarada sitio Ramsar en 2012.
En su jurisdicción se encuentran las Lagunas Verdes.

## Características físicas

### Geología y geomorfología
El Ángel presenta 2 formaciones litológicas, dépositos volcánicos pliocénicos, que representan el 45 % de la superficie total de la reserva y depósitos glaciares cuaternarios que constituyen el 30 %.

### Clima
Su pluviometría es alta y el clima es ecuatorial frío de alta montaña con temperaturas que alcanzan los 5° a 6 °C y una precipitación anual entre 2000 y 3000 mm. Las lluvias son de larga duración y baja intensidad, la humedad relativa es siempre superior al 80 %, con dos épocas: seca entre (junio a octubre) y lluviosa entre (noviembre a mayo).

## Características biológicas
La reserva está ocupada por páramo en un 80 %, bosque alto andino del tipo llamado Ceja andina y humedales. 
El bosque es del tipo siempre verde montano y está presente en forma de islas de bosque natural (fragmentos o parches) relegados a las quebradas, o en suelos con pendientes pronunciadas. En las partes bajas hay bosques alterados y áreas deforestadas en regeneración; cerca de las poblaciones vecinas existen tierras dedicadas a la agricultura y pastizales para ganado vacuno. 

### Flora

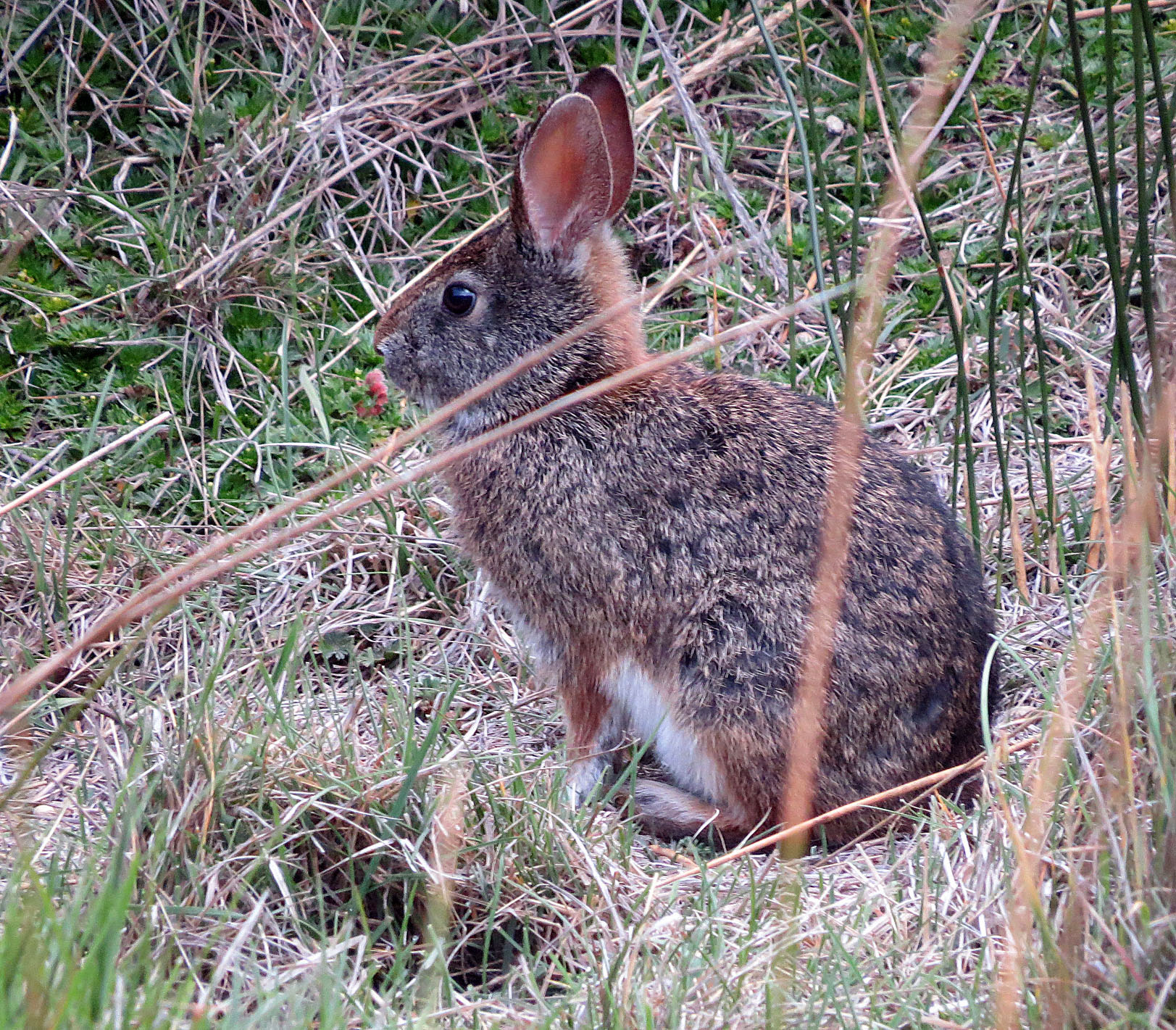
Un conejo andino en el páramo de pajonal, ecosistema característico de la reserva.

Aunque el conocimiento sobre la flora de este páramo es muy reducido, se estima que dentro de los 3000 y 4000 m s. n. m. hay más de 250 especies de plantas, incluidos helechos. Las familias más representativas son Asteraceae y Poaceae. Otras también importantes son Araliaceae, Bromeliaceae, Orchidaceae, Scrophulariaceae y Rosaceae. Dentro de la rica biodiversidad del páramo están los líquenes, organismos de alta resistencia ante condiciones extremas u hostiles de tipo ambiental, además son bioindicadores del grado de madurez y
estado de conservación del hábitat. También se debe resaltar que en los páramos habita el 15 % de toda la flora endémica.
Su vegetación está dominada por el frailejón (Espeletia pycnophylla), que aparte de esta reserva se la encuentra solamente en el parque nacional Llanganates, pero con la diferencia que en la reserva de El Ángel son más altos y robustos llegando a medir hasta siete metros. Por su tamaño sorprende al visitante al configurar fantasmagóricas figuras que se asemejan a soldados en franca posición de ataque o frailes en sus profundas divagaciones espirituales. Al frailejón le acompañan otras especies vegetales como el pajonal del páramo, la chuquiragua, el pumamaqui, el sigse, la mora y el famoso mortiño el cual es utilizado para preparar la tradicional colada morada.

### Fauna
Aunque la información es todavía limitada, hasta el momento se han registrado alrededor de 320 especies de aves, entre las que se incluyen algunas amenazadas de extinción a nivel global como el cóndor andino (Vultur gryphus), así como endémicas de los Andes Centrales del Norte, como el musguerito (Iridosornis porphyrocephalus), el pijuí moteado (Margarornis stellatus) y el zamarrito muslinegro (Eriocnemis derbyi).
Algunos de los mamíferos que han sido registrado hasta la actualidad son el puma (Puma concolor), el lobo de páramo (Pseudalopex culpaeus), el capuchino frentiblanco (Cebus albifrons), el perezoso didáctilo (Choloepus hoffmanni), el venado de páramo (Mazama rufina), el pecarí de collar (Pecari tajacu), el conejo andino (Sylvilagus brasiliensis), el tejón americano (Nasua narica) y la comadreja andina (Mustela frenata).

## Accesibilidad

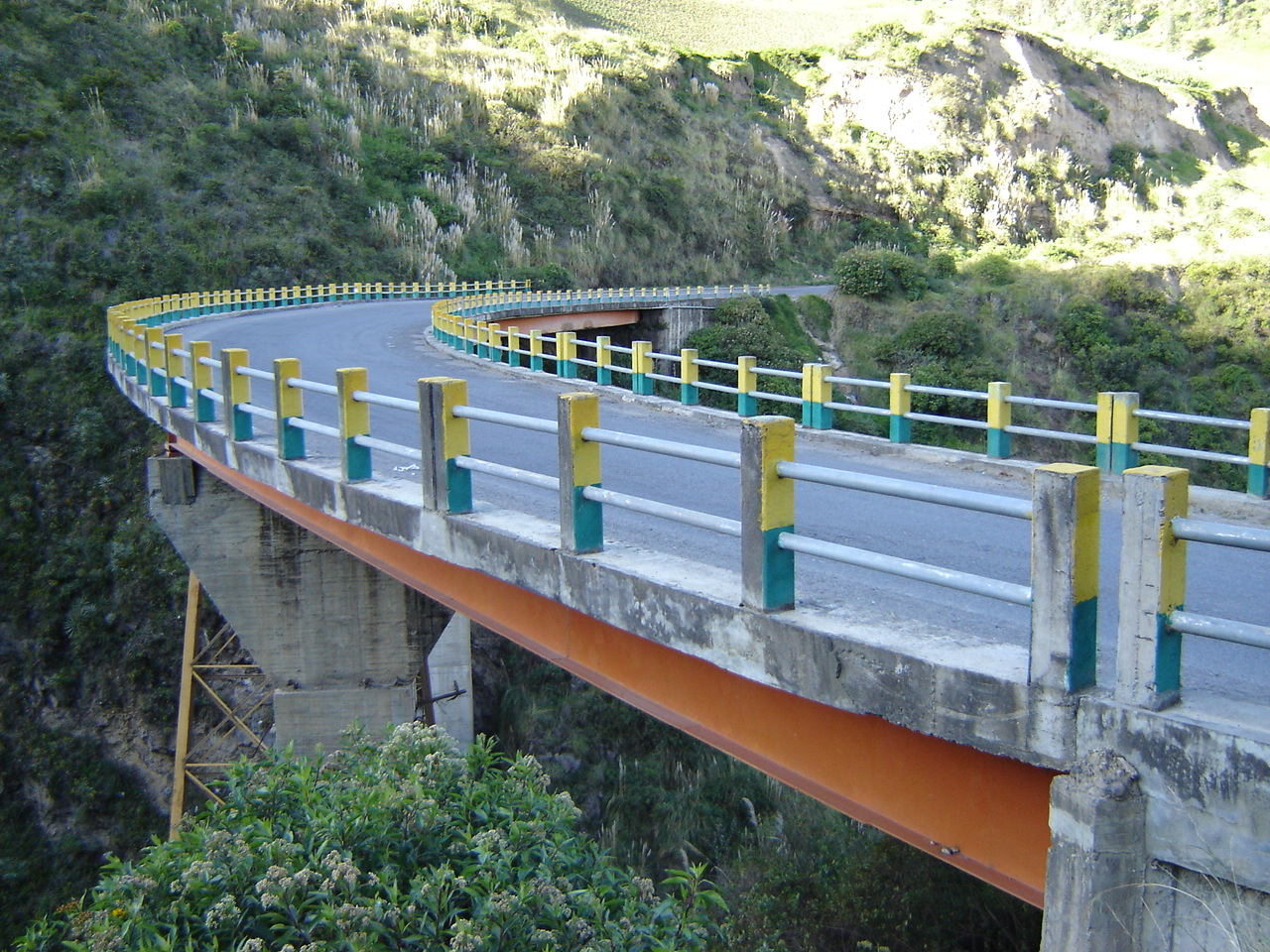
Vía de acceso a la reserva

La reserva ecológica El Ángel es accesible por las siguientes rutas terrestres:
- Carretera antigua, parcialmente empedrada y lastrada El Ángel-Tulcán (87 km)
- Carretera lastrada El Ángel-La Libertad-Cobos (25 km)
- Carretera Tulcán-Tufiño-Lagunas Verdes
- Carretera San Gabriel-Bolívar-El Ángel

En su mayoría, los caminos rurales no se encuentran lastrados, y son intransitables en invierno. El sector es de fácil acceso por las vías de verano, y existen zonas de gran presión como en San Isidro, La Libertad y Tufiño donde hay caminos de cacería que conducen al interior de la reserva.

## Atracciones
Existen elevaciones importantes que superan los 3500 m s. n. m. de altura, tales como el Pelado, el cerro Negro, el Mirador, el Chinchinal y el Chiltazón, este último recientemente explorado, cuya parte más alta es nido de cóndores y en el cual existen vestigios arqueológicos importantes y además se está por confirmar que la cascada existente en sus estribaciones es la más alta del Ecuador (se calcula un salto de 500 m. 
Además, en su interior, encontramos algunos humedales, tales como las lagunas Negra, Crespo, Potrerillos y las lagunas del Voladero en donde, según la tradición local, descansa el alma de Jerónimo Tudpe, un indígena aguerrido que prefirió saltar al lago mayor antes que ser esclavo de los conquistadores de España. Aquí nacen las principales fuentes de agua que abastecen a las principales poblaciones de la provincia de Carchi.
En la zona sudoccidental de amortiguamiento de la reserva, está localizado el bosque Polylepis (árbol de papel) el cual es calificado como jerárquico-primario-milenario, localizado a 3300 m s. n. m. de altitud. Aquí existe la estación Los Encinos y una  hostería, la cual cuenta con un criadero de truchas y guías nativos especializados que orientan y acompañan a los visitantes que desean recorrer la reserva.